# Elbio Álvarez
Pour les articles homonymes, voir Álvarez.
Elbio Maximiliano Álvarez Wallace est un footballeur uruguayen né le 13 juin 1994. Il évolue au poste de milieu offensif au SL Benfica.

## Carrière
Le 29 janvier 2015, il rejoint le SL Benfica.

## Palmarès

### En équipe nationale
- Équipe d'Uruguay des moins de 17 ans
  - Deuxième du Championnat des moins de 17 ans de la CONMEBOL en 2011
    - Finaliste de la Coupe du monde des moins de 17 ans en 2011